# Episodi di Shameless (serie televisiva 2011) (decima stagione)
La decima stagione della serie televisiva Shameless, composta da 12 episodi, è stata trasmessa in prima visione assoluta negli Stati Uniti dal canale via cavo Showtime dal 10 novembre 2019 al 26 gennaio 2020.
In Italia la stagione è stata trasmessa da Premium Stories, canale a pagamento della piattaforma Sky dal 16 marzo al 1º giugno 2020. In seguito alla temporanea sospensione delle attività legate alla produzione cinematografica e televisiva, tra cui il doppiaggio, a causa della pandemia di COVID-19, il settimo, l'ottavo e il nono episodio della stagione vengono trasmessi in lingua originale sottotitolata in italiano, per poi ritrasmetterli doppiati il 21-22-23 settembre.
| n° | Titolo originale                                    | Titolo italiano                                      | Prima TV USA     | Prima TV Italia   |
| -- | --------------------------------------------------- | ---------------------------------------------------- | ---------------- | ----------------- |
| 1  | We Few, We Lucky Few, We Band of Gallaghers!        | Noi pochi fortunati, noi banda di Gallagher          | 10 novembre 2019 | 16 marzo 2020     |
| 2  | Sleep Well My Prince For Tomorrow You Shall Be King | Dormi bene mio principe, perché domani diventerai re | 17 novembre 2019 | 23 marzo 2020     |
| 3  | Which America?                                      | Quale America?                                       | 24 novembre 2019 | 30 marzo 2020     |
| 4  | A Little Gallagher Goes a Long Way                  | Un piccolo Gallagher può fare miracoli               | 1º dicembre 2019 | 6 aprile 2020     |
| 5  | Sparky                                              | Sparky                                               | 8 dicembre 2019  | 13 aprile 2020    |
| 6  | Adios Gringos                                       | Adios gringos                                        | 15 dicembre 2019 | 20 aprile 2020    |
| 7  | Citizen Carl                                        | Il cittadino Carl                                    | 22 dicembre 2019 | 21 settembre 2020 |
| 8  | Debbie Might Be a Prostitute                        | Debbie potrebbe fare la prostituta                   | 29 dicembre 2019 | 22 settembre 2020 |
| 9  | O Captain, My Captain                               | O capitano! Mio capitano!                            | 5 gennaio 2020   | 23 settembre 2020 |
| 10 | Now Leaving Illinois                                | Ora lasciamo l'Illinois                              | 12 gennaio 2020  | 18 maggio 2020    |
| 11 | Location, Location, Location                        | Location, location, location                         | 19 gennaio 2020  | 25 maggio 2020    |
| 12 | Gallavich!                                          | Gallavich                                            | 26 gennaio 2020  | 1º giugno 2020    |

## Noi pochi fortunati, noi banda di Gallagher
- Titolo originale: We Few, We Lucky Few, We Band of Gallaghers!
- Diretto da: John Wells
- Scritto da: John Wells

### Trama
In casa Gallagher ora è Debbie a gestire le finanze, la quale però nasconde al resto della famiglia il modo in cui ha deciso di spendere una parte dei soldi lasciati da Fiona. Intanto Frank ritrova Mikey O'Shea (il senzatetto con cui aveva gareggiato per diventare "l'uomo Hobo Loco") dal quale si fa aiutare per compiere un piccolo furto di cuscini. Liam decide di vivere appieno la cultura dei neri d'America, anche se questo suo nuovo modo di fare non è apprezzato da tutti. Kev fa i conti con l'età che avanza e prova a ringiovanire tornando a fare un vecchio lavoro, ma deve alla fine fare i conti con la realtà. Nel frattempo Carl si diploma all'accademia militare e insieme a Kelly decidono di trascorrere le 48 ore che precedono la partenza di lei per Annapolis facendo sesso a ripetizione. Lip all'inizio è alle prese con gli sbalzi d'umore di Tami, dovuti alla gravidanza, poi la ragazza deve sottoporsi a un parto cesareo d'urgenza in seguito al quale nasce un maschietto. Tuttavia per le neomamma c'è una complicanza post-partum e quindi viene trasferita in un'altra sala operatoria.
L'episodio inizia con uno smartphone che vibra, e sullo schermo si legge il nome "Fiona".
- Ascolti USA: telespettatori 760.000

## Dormi bene mio principe, perché domani diventerai re
- Titolo originale: Sleep Well My Prince For Tomorrow You Shall Be King
- Diretto da: Jennifer Arnold
- Scritto da: Nancy M. Pimental

### Trama
In prigione, Ian e Mickey hanno problemi di convivenza e decidono di separarsi facendo qualcosa di così grave che uno solo dei due verrà condannato all'isolamento, ma il loro piano fallisce. Nel frattempo, mentre Tami è ancora in terapia intensiva a seguito delle complicanze dovute al parto, Lip deve prendersi cura da solo del neonato figlio Fred con non poche difficoltà. Frank invece è messo sotto pressione da Debbie, ma l'amico Mikey lo aiuta a riguadagnare il rispetto tra i Gallagher e scopre, inoltre, l'attività che Debbie tiene nascosta alla famiglia, ricattandola. Liam è alla ricerca delle sue origini e ottiene da Frank un'importante informazione. Carl torna al suo vecchio lavoro da Capitan Bob e scopre il giro d'affari di una nuova collega, Anne, con la quale decide di collaborare. All'Alibi, un fattorino apparentemente muore e Kev, V e i clienti decidono di svaligiargli il furgone.
- Ascolti USA: telespettatori 910.000

## Quale America?
- Titolo originale: Which America?
- Diretto da: Silver Tree
- Scritto da: Molly Smith Metzler

### Trama
Le carte di credito che Debbie ha affidato agli altri Gallagher si scoprono essere vuote. Mikey rivela quindi a Frank l'attività fraudolenta della figlia, e l'uomo decide di rivendere tutti i capi d'abbigliamento che ella ha acquistato anche per aiutare l'amico, alle prese con una malattia renale. Tuttavia, Debbie lo viene a sapere e, nel frattempo, si iscrive al sindacato. Lip, sempre alle prese con il figlio Fred, fa visita a Tami, che è finalmente uscita dalla terapia intensiva. Liam conosce Mavar, lontano parente afroamericano nonché vicino di casa, mentre Carl passa del tempo con Anne e Kev cerca una nuova amica per V. Intanto, Ian viene a sapere di un'udienza per la condizionale, anche se uscire di prigione significherebbe separarsi da Mickey.
- Ascolti USA: telespettatori 840.000

## Un piccolo Gallagher può fare miracoli
- Titolo originale: A Little Gallagher Goes a Long Way
- Diretto da: Iain B. MacDonald
- Scritto da: Joe Lawson

### Trama
Dopo una giornata trascorsa da uomini d'affari, Mikey rivela a Frank la sua intenzione di tornare in prigione per poter avere delle cure mediche appropriate per la sua malattia renale. Mentre gli scioperi al lavoro continuano, Debbie incontra una vecchia amica che le consiglia di chiedere a Derek, padre di Frannie, un contributo per il mantenimento della figlia. Ad ogni modo, Debbie scopre che Derek è morto, ma viene anche a sapere da Carl dell'esistenza di un indennizzo per le famiglie delle vittime militari; tuttavia, Derek non ha inserito Frannie tra i beneficiari. Lip partecipa a un incontro delle Nuove Mamme Alcoliste e stringe amicizia con una di loro, Sarah. Mentre Kev continua la compravendita di oggetti rubati all'Alibi, V passa del tempo con Mimi aiutandola con il suo lavoro e ottenendo in cambio una proposta interessante. Intanto, Liam ha dei dubbi su Mavar che portano alla rottura del loro rapporto e Carl, per aiutare la famiglia di Anne alle prese con l'Immigrazione, invita la ragazza a trasferirsi da lui, ma a causa di un malinteso è l'intera famiglia della ragazza a trasferirsi a casa Gallagher. Quella stessa sera, fanno ritorno in casa Gallagher sia Tami dall'ospedale, che Kelly.
- Ascolti USA: telespettatori 870.000

## Sparky
- Titolo originale: Sparky
- Diretto da: William H. Macy
- Scritto da: Philip Buiser

### Trama
Uscito di prigione, ad Ian viene dato un nuovo lavoro come paramedico, ma scopre ben presto che i suoi colleghi sono coinvolti in un'attività fraudolenta. Debbie continua la sua lotta per avere parte dell'indennizzo di Derek e alla fine Pepa, vedova dell'uomo, accetta purché le venga data Frannie in custodia. Tami affronta le prime difficoltà genitoriali e Lip le manda in aiuto l'amica Sarah. Nel frattempo, Liam entra nella squadra di basket della scuola, V aiuta Mimi a vendere farmaci di diabete a medici di colore, mentre Kev, in occasione di una rimpatriata con i vecchi compagni di squadra a seguito del suicidio di uno di loro, scopre di essere l'unico a non essere stato molestato dal loro allenatore da bambino. Carl scopre del tradimento di Kelly, ma non solo. Alla porta dei Gallagher, infatti, si presenta Randy, ex marito di Ingrid, che tenta di affidare i figli a Frank dopo che la donna l'ha lasciato. Frank rivela allora che i bambini sono in realtà proprio di Carl, ma si accorda con Randy per tenere un figlio ciascuno e decide di mettere in vendita il suo.
- Ascolti USA: telespettatori 830.000

## Adios gringos
- Titolo originale: Adios Gringos
- Diretto da: Loren Yaconelli
- Scritto da: Sherman Payne

### Trama
L'arrivo di lavoratori irregolari dal Texas rappresenta un ostacolo per la vendita di tamales della famiglia di Anne, ma tutto si risolve grazie all'aiuto di Carl, il quale si avvicina sempre di più alla ragazza. Frank coinvolge Liam nella vendita del figlio di Ingrid, ma proprio quando l'uomo ha dei ripensamenti, una delle potenziali coppie di genitori scappa con il bambino. Nel frattempo, Tami ha dei dubbi sulle intenzioni di Sarah con Lip. Debbie cerca una bambina sostitutiva a Frannie per ingannare Pepa e riscuotere comunque l'indennizzo di Derek, riuscendo nel suo intento. Ian si mette nei guai con il suo agente di custodia per aver soccorso una donna incinta al lavoro, ma si risolleva grazie al ricongiungimento con Mickey, che è stato rilasciato anticipatamente per la sua collaborazione come informatore. Kev perde i soldi del risarcimento nell'indagine contro il suo allenatore in quanto non è in grado di far credere di essere stato molestato; intanto V, dopo la disastrosa festa con i medici di colore, teme di aver dimenticato le sue origini.
- Ascolti USA: telespettatori 890.000

## Il cittadino Carl
- Titolo originale: Citizen Carl
- Diretto da: Erin Feeley
- Scritto da: Nancy M. Pimental

### Trama
Carl assiste all'omicidio di un'anziana signora alla fermata dell'autobus e, per mettere in sicurezza la zona, chiede l'aiuto di Kelly. All'Alibi muore un uomo: mentre Kev e Veronica cercano un modo per bilanciare domanda e offerta dopo essersi resi conto che egli era il loro miglior cliente, Frank, dopo averlo derubato, fa la conoscenza di una donna attraente, Faye. Nel frattempo, Debbie segue la sua amica a caccia di uomini ricchi, ma finisce per passare la serata con una donna. Paula, l'agente di custodia di Ian, si fa affidare anche Mickey e lo coinvolge nella sua attività. Lip e Tami vivono la loro vita di coppia nel nuovo camper, non senza complicazioni.
- Ascolti USA: telespettatori 840.000

## Debbie potrebbe fare la prostituta
- Titolo originale: Debbie Might Be a Prostitute
- Diretto da: Rose Troche
- Scritto da: Molly Smith Metzler

### Trama
Dopo che qualcuno uccide Paula, Ian e Mickey sospettano l'uno dell'altro. Decidono quindi di sposarsi per avere l'immunità coniugale, ma quando l'assassino della donna viene trovato, Ian ci ripensa. Debbie torna dalla donna con cui ha passato una notte, Claudia, che inizialmente l'aveva scambiata per una prostituta, e passa del tempo insieme a lei. Frank si improvvisa esorcista per liberare la casa di Faye che, a detta della donna, è abitata dagli spiriti. Qui, però, scopre chi è lei veramente: la fidanzata di un uomo finito in prigione a causa dello stesso Frank. Lip e Tami discutono su chi debba essere il tutore legale di Fred, mentre Kev e V perdono del denaro dopo averlo investito su prodotti di bellezza coreani che si rivelano difettosi. Intanto Carl, deciso a fare qualcosa di utile, addestra degli svogliati ragazzini che stanno seguendo un corso per entrare nelle Forze dell'Ordine. Liam, invece, si assicura degli sponsor per l'amico Todd.
- Ascolti USA: telespettatori 860.000

## O capitano! Mio capitano!
- Titolo originale: O Captain, My Captain
- Diretto da: Anthony Hardwick
- Scritto da: Philip Buiser

### Trama
Mickey sembra aver rimpiazzato Ian con un altro ragazzo; infatti, quando il Gallagher, pur di riconquistarlo, gli fa la proposta di matrimonio ufficiale con tanto di anello, egli rifiuta comunque. Debbie conosce la figlia della sua fidanzata, Julia, la quale riesce a sedurla. Faye sfrutta la dipendenza di Frank dall'ossicodone per farsi dire di più sul rapporto tra questo e il marito. Intanto, Tami dubita di Lip come modello di comportamento per il figlio Fred, mentre Carl usa le maniere forti per addestrare il suo nuovo gruppo di giovani cadetti. Per fare un po' di soldi, Kev e V organizzano una clinica ambulante abusiva per aiutare gli abitanti del South Side.
- Ascolti USA: telespettatori 770.000

## Ora lasciamo l'Illinois
- Titolo originale: Now Leaving Illinois
- Diretto da: Kevin Bray
- Scritto da: Sherman Payne

### Trama
Faye riesce ad incastrare Frank e a farlo arrestare; tuttavia, l'uomo manipola il giudice con una scusa, evitando così il carcere e finendo invece in un centro di riabilitazione. Debbie è contesa tra Claudia e la figlia Julia, ma quando sceglie la donna, Julia la ricatta pur di averla. Ian cerca un incontro online dopo che Byron, il nuovo ragazzo di Mickey, lo invita ad un concerto. Quando, però, sente Byron parlare male di Mickey alle sue spalle, lo prende a pugni e in seguito chiede nuovamente al ragazzo di sposarlo, il quale finalmente accetta. I Tamietti offrono a Lip e Tami la casa della nonna di lei a Milwaukee e i due decidono di trasferirsi lì. Carl inizia a lavorare come netturbino, scoprendo ben presto i malaffari dei suoi colleghi, mentre Liam rischia di essere espulso da scuola se non riesce a trovare Frank. Intanto, Kev e V, per assicurare una buona scuola alle figlie, partecipano ad un'insolita asta di beneficenza dove sono loro ad essere messi in palio.
- Ascolti USA: telespettatori 890.000

## Location, location, location
- Titolo originale: Location, Location, Location
- Diretto da: Silver Tree
- Scritto da: Joe Lawson

### Trama
Frank approfitta della partenza di Faye per occupare la casa della donna, anche se dovrà poi accettare di condividerla con un altro uomo. Mickey si mostra indaffarato con i preparativi per il matrimonio, ma Ian teme che il suo impegno sia dovuto soltanto alla volontà di fare un torto al padre. Lip ha dei ripensamenti sul trasferimento a Milwaukee, in quanto vorrebbe rimanere vicino alla sua famiglia; decide quindi di affittare una casa nello stesso quartiere, ma Tami disapprova. Il triangolo amoroso di Debbie giunge al capolinea: Claudia scopre il doppio gioco della ragazza con la figlia Julia, che rivela anche di non essere omosessuale, ma di aver semplicemente voluto fare un torto alla madre. Ad ogni modo, Debbie si consola con la cugina di Mickey, Sandy. Nel frattempo, Liam riesce a trovare Frank e salvare il suo posto a scuola, Carl continua il suo lavoro da netturbino, mentre Kev inizia a fare da personal trainer a uomini facoltosi.
- Ascolti USA: telespettatori 810.000

## Gallavich
- Titolo originale: Gallavich!
- Diretto da: John Wells
- Scritto da: John Wells

### Trama
È il giorno delle nozze di Ian e Mickey: il padre di questo, Terry, tenta di impedire la cerimonia, ma grazie all'aiuto degli altri Gallagher, nonché della comunità del Gesù Gay di Ian, i due riescono a sposarsi. Liam, che vuole fare un regalo agli sposi, riesce ad ottenere la Mercedes di Faye e anche ad ingannare Frank per farlo venire al matrimonio. Julia, cacciata di casa dalla madre, si trasferisce dai Gallagher e si avvicina a Carl. V si accorge che Kev le tiene nascosti dei soldi, e durante la cerimonia scopre il perché: l'uomo le ha comprato un anello di fidanzamento. Tami è disposta ad andare a Milwaukee con il figlio anche senza Lip, il che causa una ricaduta dell'uomo nell'alcol. Tuttavia, egli riesce subito a riprendersi e la mattina seguente, mentre inizia le ristrutturazioni della casa che ha affittato, viene raggiunto da Tami, che ha cambiato idea. Quella stessa mattina, la polizia si presenta alla porta dei Gallagher con un mandato di arresto per Debbie, accusata da Claudia di violenza sessuale su minore; la ragazza è costretta a scappare.
- Ascolti USA: telespettatori 920.000